# Solonceni trolibuszvonal-hálózata
Solonceni trolibuszvonal-hálózata egy moldovai vidéki trolibuszvonal-hálózat volt, amely 1992-től 1994-ig üzemelt. 

## Története
A vonal kiépítésének ötlete a 80-as évek végén merült fel, amikor a falu szélén egy szovhoz működött, benne egy tejüzemmel. Mivel a településtől kiesett a szovhoz épülete, ezért kisbusszal szállították a dolgozókat, azonban a kisbuszt a Kommunista Párt rendszeresen kölcsönkérte felvonulásokra és ünnepségekre. Ekkor jött a trolibusz ötlete. Az ötletet Kisinyovban felkarolták, ezért onnan érkeztek a felsővezeték tartóoszlopai, a trolibusz, és az építésben segédkező szerelők is. A vonal kiépítése 400 000 rubelt vett igénybe. A munkálatokat 1991-ben kezdték el. A vonal végül a Szovjetunió felbomlása után 1992-ben indult el. Az utazás ingyenes volt. A vonal végül a magas energiaárak miatt 1994-ben megszűnt.

## Járműállomány
A vonalon a megszűnéséig egyetlen jármű közlekedett, ami egy ZiU-9 típusú trolibusz volt. A javításokat a moldáv fővárosban végezték, ahova egy traktorral vitték fel. A megszűnés után a trolibusz visszakerült a fővárosba, ahol 2010-ig közlekedett.

## Menetrend
A faluból:
- 5:00 tejüzemi dolgozók, fejőslányok
- 7:30 traktorosok, iskolás gyerekek
- 9:00 a földeken dolgozók
- 13:30 ebéd utáni menet
- 19:00 éjszakai műszakosok, őrök

A tejüzemtől:
- 8:30 éjszakai műszakosok, őrök
- 12:00 ebéd előtti menet
- 14:00 iskolás gyerekek
- 17:30 traktorosok, a földeken dolgozók
- 22:00 tejüzemi dolgozók, fejőslányok

+2-3 üzemi menet